# Tooms (The X-Files)
«Tooms» es el vigesimoprimer episodio de la primera temporada de la serie de televisión de ciencia ficción estadounidense The X-Files. Se estrenó en la cadena Fox el 22 de abril de 1994. «Tooms» fue escrito por Glen Morgan y James Wong, y dirigido por David Nutter. El episodio contó con la primera aparición de Mitch Pileggi como el subdirector Walter Skinner, y vio a Doug Hutchison y William B. Davis repetir sus papeles como Eugene Victor Tooms y el fumador, respectivamente. «Tooms» obtuvo una calificación Nielsen de 8,6, siendo visto por 8,1 millones de hogares en su transmisión inicial; y recibió opiniones positivas de los críticos.
El programa se centra en los agentes especiales del FBI Fox Mulder (David Duchovny) y Dana Scully (Gillian Anderson) que trabajan en casos relacionados con lo paranormal, llamados expedientes X. Cuando el asesino en serie mutante Eugene Tooms, visto por última vez en «Squeeze», sale de prisión, Mulder y Scully intentan evitar que reanude su matanza. Tooms, sin embargo, se propone incriminar a Mulder por acoso antes de que el agente pueda detenerlo.
Después de ver a hombres trabajando en una escalera mecánica abierta en un centro comercial en Navidad, Glen Morgan decidió traer de vuelta al personaje de Eugene Victor Tooms, desde el primer episodio que él y el coguionista James Wong escribieron para la serie, «Squeeze». «Tooms» presentó el personaje de Walter Skinner, aunque esta sería su única aparición en la primera temporada. El personaje había sido concebido como un juego contra el estereotipado burocrático «traficante de papeles», siendo en cambio alguien más «silenciosamente dinámico».

## Argumento
Después de los eventos de «Squeeze», Eugene Victor Tooms ha sido internado en un sanatorio de Baltimore. Intenta escapar pasando su brazo por la ranura para alimentos de la puerta de su celda, pero se ve obligado a abortar cuando lo visita su psicólogo, el Dr. Aaron Monte, quien le dice que está listo para ser liberado en la sociedad.
Dana Scully es llamada ante el subdirector del FBI, Walter Skinner, quien está acompañado por el fumador. A pesar del éxito de las investigaciones de los expedientes X, Skinner critica su falta de convencionalismo y quiere que tanto Scully como Fox Mulder hagan un trabajo de acuerdo con las normas. Más tarde, los agentes asisten a una audiencia de liberación de Tooms, donde Monte afirma que el ataque de Tooms a Scully se debió a que fue acusado falsamente de asesinato. Mulder intenta señalar la evidencia de los crímenes de Tooms y su fisiología inusual, pero el panel de la audiencia lo desestima. Tooms queda al cuidado de una pareja de ancianos y se le ordena continuar su tratamiento con el Dr. Monte.
Scully se encuentra con Frank Briggs, el detective que investigó los asesinatos de Tooms en 1933. Briggs afirma que el cuerpo de una de las víctimas de esa serie nunca fue descubierto. Scully y Briggs visitan una planta química donde se encontró un pedazo del hígado de la víctima y finalmente descubren un esqueleto encerrado en concreto. Un investigador que examina el esqueleto lo identifica como la víctima desaparecida de 1933. Sin embargo, no parece haber evidencia sustancial que demuestre que Tooms fue el asesino.
Mientras tanto, Mulder acosa a Tooms en el trabajo mientras acecha a una posible víctima. Más tarde esa noche, Mulder lo sigue cuando intenta irrumpir en la casa de un hombre. Tooms huye sin atacar a nadie. Scully releva a Mulder, que está vigilando la nueva residencia de Tooms; no saben que Tooms se esconde en el maletero del auto de Mulder. Se las arregla para entrar al apartamento de Mulder, donde se lastima y deja la huella del zapato de Mulder en su rostro. El montaje de Tooms lleva a la policía a interrogar a Mulder. Skinner luego le prohíbe a Mulder contactar a Tooms.
La investigación adicional sobre el esqueleto revela marcas de mordeduras que coinciden con los dientes de Tooms. Cuando la pareja de ancianos que vigila a Tooms sale de su casa, Monte lo visita. Tooms lo mata y consume el último hígado que necesita para comenzar su hibernación de treinta años. Después de descubrir el cuerpo de Monte y desafiar las órdenes de Skinner, Mulder y Scully se dirigen al sitio del antiguo edificio de apartamentos de Tooms, que ha sido demolido y reemplazado por un centro comercial. En el interior, Mulder se arrastra debajo de una escalera mecánica y encuentra el nido de Tooms. Tooms se lanza, cubierto de bilis, y persigue a Mulder, quien llega a la superficie y activa las escaleras mecánicas, atrapando y matando a Tooms.
Skinner lee el informe final de Scully sobre el caso Tooms y le pregunta al fumador si lo cree, a lo que responde: «Por supuesto que sí». Afuera, Scully encuentra a Mulder, quien está observando el capullo de una oruga. Mulder predice que el cambio llegará a los expedientes X.

## Producción

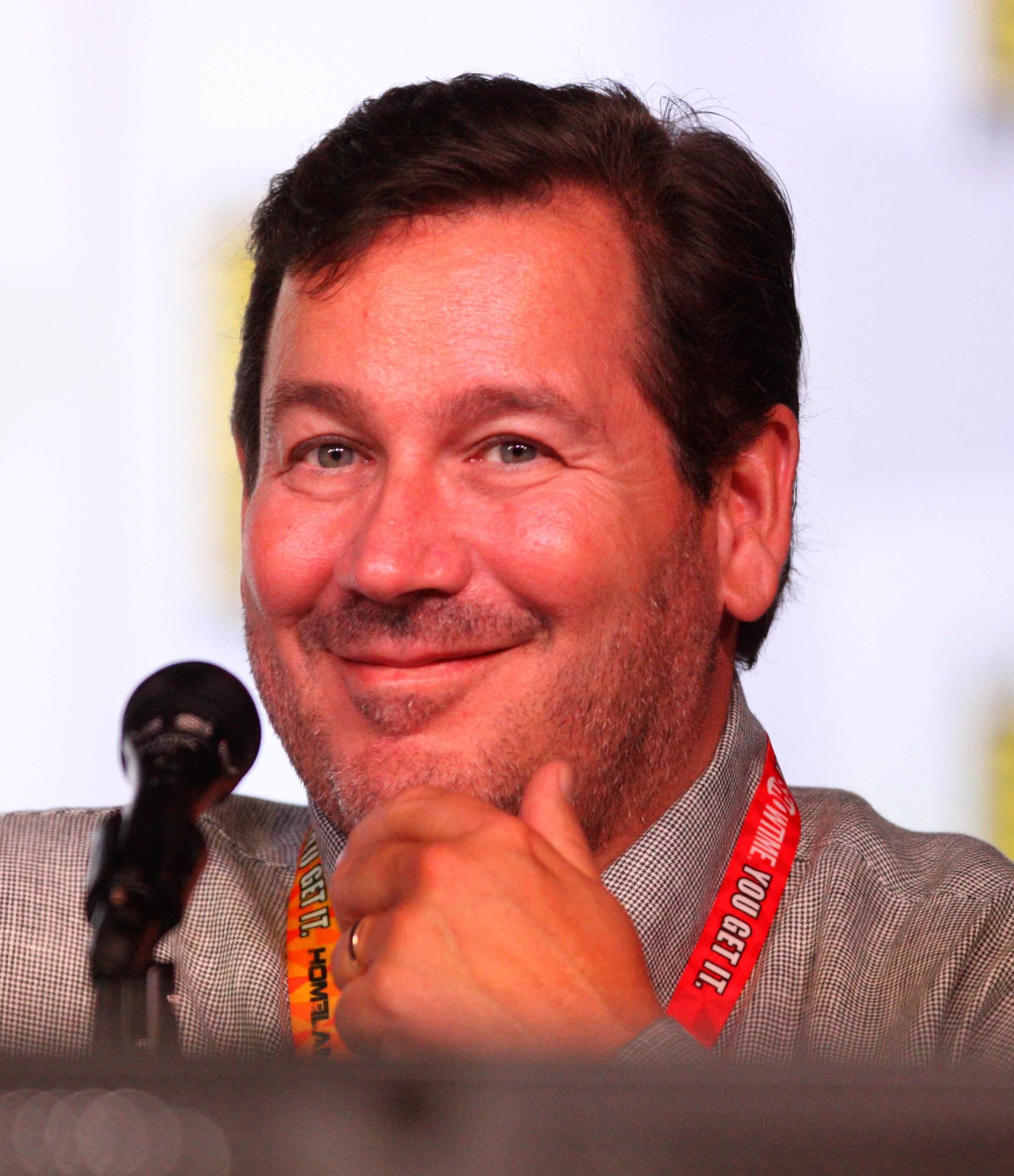
«Tooms» fue dirigido por David Nutter, a quien el equipo consideró como el «mejor» director que trabajó en The X-Files.

Idear una secuela de «Squeeze» supuso un desafío para los escritores Glen Morgan y James Wong, quienes nunca antes habían escrito una continuación de ninguno de sus trabajos. Morgan sintió que la principal dificultad era hacer avanzar la historia y dejar espacio para recapitular lo que había sucedido anteriormente en beneficio de los espectadores que no habían visto el primer episodio; esto llevó al uso de la escena de la sala del tribunal como un medio para repetir cualquier información necesaria. Morgan también sintió que Harry Longstreet, el director inicial de «Squeeze», había sido «un problema», y un segundo episodio permitió el uso de escenas que Longstreet no había filmado para el episodio anterior. Con este fin, el episodio fue dirigido por David Nutter, a quien el creador de la serie Chris Carter consideraba el «mejor» director que trabajaba en la serie.
Morgan se inspiró para escribir este episodio después de ver a hombres trabajando en una escalera mecánica abierta en un centro comercial en Navidad. Pensó en el factor miedo de una criatura que vivía debajo de la escalera mecánica y sintió que Tooms sería la elección perfecta para la criatura. Tooms fue el primer villano en la historia del programa en aparecer en un segundo episodio. Fue idea del actor Doug Hutchison interpretar a Tooms desnudo durante la secuencia de la escalera mecánica, una decisión que Carter sintió que «causó un poco de incomodidad», pero que «en realidad se sumó a la escena». La sustancia similar a la bilis que recubre a Tooms y su nido era en realidad un gel de tubería amarillo, que el equipo descubrió que se adhería a su piel y arrancaba el vello al retirarlo. Tooms acusando a Mulder de agresión parece haberse inspirado en una escena similar en la película Harry el Sucio.
«Tooms» introdujo el personaje de Walter Skinner, aunque esta sería su única aparición en la primera temporada. El personaje había sido concebido como un juego contra el estereotipado burocrático «empujador de papeles», siendo en cambio alguien más «silenciosamente dinámico». El actor Mitch Pileggi había hecho una audición sin éxito para otras partes de la serie antes de ser elegido como Skinner. Al principio, el hecho de que le pidieran que volviera a la audición para el papel lo había desconcertado, hasta que descubrió la razón por la que no había sido elegido para las partes anteriores: Chris Carter no había podido imaginar a Pileggi como ninguno de esos personajes, debido al hecho de que el actor se hubiera estado afeitando la cabeza. Cuando Pileggi asistió a la audición para Skinner, estaba de mal humor y había dejado que su pequeña cantidad de cabello volviera a crecer. La actitud de Pileggi encajaba bien con el personaje de Skinner, lo que hizo que Carter asumiera que el actor solo estaba fingiendo estar de mal humor. Después de audicionar con éxito para el papel, Pileggi pensó que había tenido suerte de no haber sido elegido para uno de los papeles anteriores, ya que creía que habría aparecido en un solo episodio y habría perdido la oportunidad de interpretar el papel recurrente de Skinner.
La escena culminante del episodio en el centro comercial donde Tooms había hecho su nido fue filmada en City Square Mall, Vancouver. Filmar en el lugar requirió el permiso de todos los propietarios de la tienda en las instalaciones, y se tuvo cuidado para garantizar que la sangre de utilería utilizada para la escena de la escalera mecánica no se filtrara en el motor de la escalera mecánica para evitar posibles daños. «Tooms» incluye la primera línea de diálogo del fumador en la serie, y sus únicas líneas de la primera temporada. Carter inicialmente no estaba seguro de que el personaje pudiera recibir algún diálogo, sintiendo que parecería «más intimidante» si permanecía en silencio. Sin embargo, describió al actor William B. Davis como «un actor extremadamente competente», y señaló la creciente popularidad del personaje.

## Recepción
«Tooms» se estrenó en la cadena Fox el 22 de abril de 1994. Este episodio obtuvo una calificación Nielsen de 8,6, con una participación de 15, lo que significa que aproximadamente el 8,6 por ciento de todos los hogares equipados con televisión y el 15 por ciento de los hogares que ven televisión, sintonizaron el episodio. Fue visto por 8,1 millones de hogares.
En una retrospectiva de la primera temporada de Entertainment Weekly, «Tooms» obtuvo una calificación de A, con la aparición de Hutchison como «otra actuación sublimemente viscosa», mientras que se decía que la actuación de Pileggi tenía una «presencia atractiva y acerada». Zack Handlen, escribiendo para The A.V. Club, calificó el episodio como «uno muy gratificante», encontrando que la interacción entre los personajes de Mulder y Scully fue lo más destacado del episodio. Sin embargo, Handlen sintió que parte del desarrollo de la trama del episodio fue en última instancia innecesario, y encontró que los motivos de varios personajes eran inexplicables y desconcertantes. Matt Haigh, escribiendo para Den of Geek, sintió que el hilo de la trama de Tooms acusando a Mulder de asalto «nunca llega a ser mucho», aunque sintió que el episodio mostraba que Tooms era un villano más espeluznante que en su aparición anterior en «Squeeze». Robert Shearman y Lars Pearson, en su libro Wanting to Believe: A Critical Guide to The X-Files, Millennium & The Lone Gunmen, calificaron el episodio con cuatro estrellas y media de cinco, y encontraron que era una mejor entrega. Shearman sintió que el episodio presentaba muy poca trama, que consistía simplemente en «una serie de piezas preparadas», pero consideró que su ingenio y el desarrollo del carácter compensarían adecuadamente esto.
El personaje de Eugene Tooms también ha atraído críticas positivas. El autor Neil Gaiman incluyó al personaje de Eugene Tooms como uno de sus monstruos favoritos en una columna invitada para el número 1000 de Entertainment Weekly; mientras que UGO Networks incluyó al personaje como uno de sus «Mejores asesinos en serie de la televisión», describiendo la actuación de Hutchison como «súper espeluznante». Al escribir para Den of Geek, John Moore enumeró a Eugene Tooms como sus «10 mejores villanos de The X-Files», y señaló que la popularidad de «Squeeze» y «Tooms» demostró ser «en gran parte responsable de desviar el énfasis del programa». de insistir únicamente en episodios de mitología basados en conspiraciones extraterrestres.